# آرتور کاساگرانده
آرتور کاساگرانده (به انگلیسی: Arthur Casgrande) (زاده ۲۸ آگوست، ۱۹۰۲ - مرگ ۶ سپتامبر، ۱۹۸۱) یک مهندس عمران آمریکایی متولد اتریش که سهم مهمی در زمینه زمین‌شناسی مهندسی و مهندسی ژئوتکنیک در طول مراحل ابتدایی این علم داشت. وی به علت طرح‌های مبتکرانه خود شامل دستگاه تست میزان روانی خاک و تحقیقات اساسی روی تراوش خاک مشهور بود. او برای توسعه آموزش مکانیک خاک در دانشگاه هاروارد در اوایل دهه ۱۹۳۰ که اکنون در بسیاری از دانشگاه‌ها در سراسر جهان مدل سازی شده نیز شناخته می‌شود.